# Pantallus alboniger
Pantallus alboniger är en insektsart som beskrevs av Lethierry 1889. Pantallus alboniger ingår i släktet Pantallus och familjen dvärgstritar. Inga underarter finns listade i Catalogue of Life.